# Radmilović
Radmilović (cyr. Радмиловић) – wieś w Serbii, w okręgu szumadijskim, w gminie Knić. W 2011 roku liczyła 230 mieszkańców.